# Pinus quadrifolia
Pinus quadrifolia (Сосна чотирилиста) — вид роду сосна родини соснових.

## Етимологія
лат. quattuor — «чотири», лат. folium — «листок».

## Поширення
Поширення: Мексика (Нижня Каліфорнія); США (Каліфорнія). Висотний діапазон від 900 до 2400(2700) м над рівнем моря. Часто росте в тріщинах серед валунів. Опадів від 300 до 500 мм, але це дуже мінливо; більшість з них приходить під час зимових циклонічних бур і є довгий сухий сезон з весни до літа.

## Опис

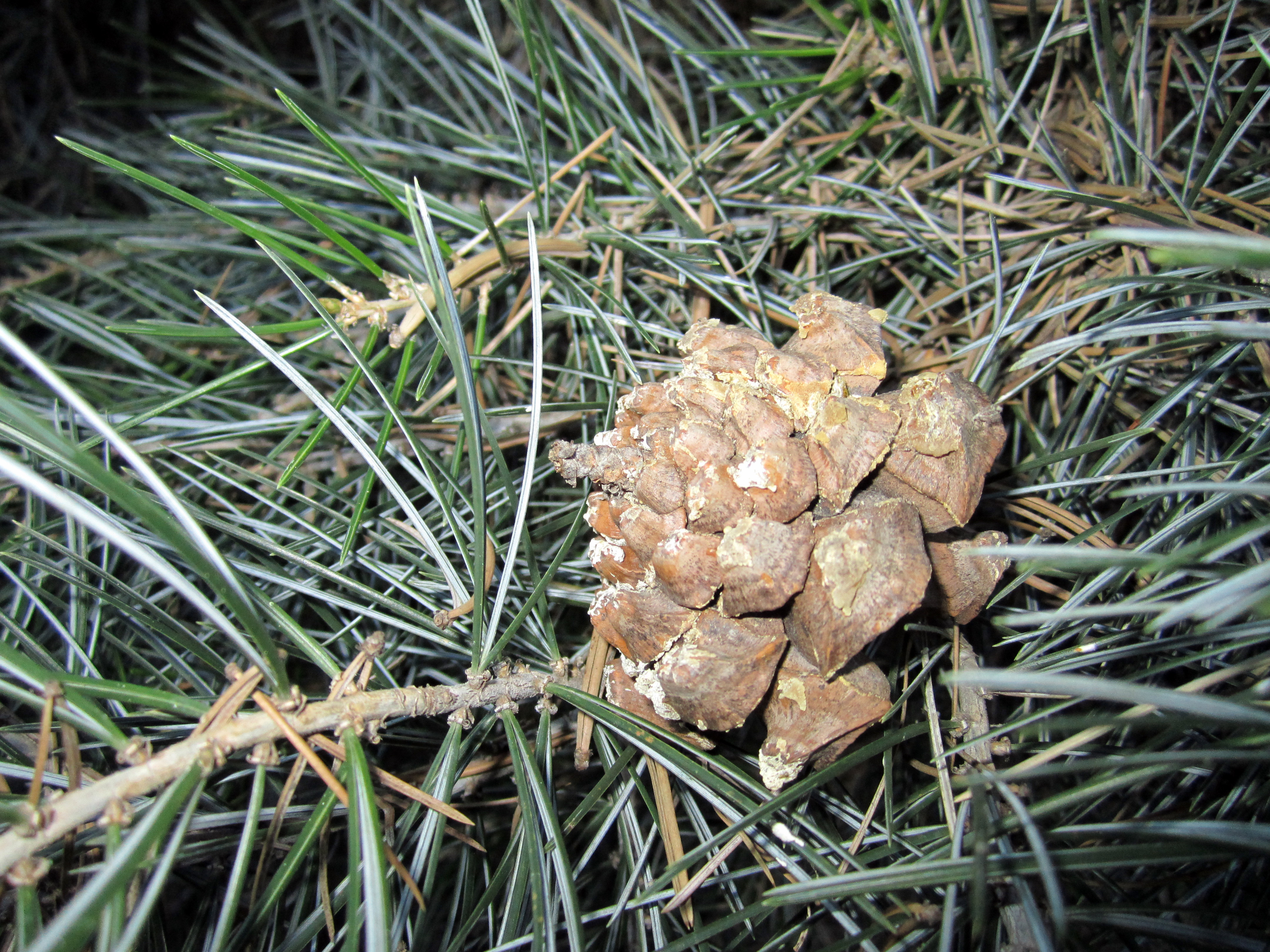
Гілка з насіннєвою шишкою

Дерева 5–9(15) м заввишки і до 50 см діаметром. Стовбур круглий, досить прямий. Кора спершу світло-сіра і гладка, з віком стає червоно-коричневою, лускатою. Голки зібрані в пучки по 4–5 і, як правило, від 2 до 4 см у довжину. Пилкові конуси яйцеподібні, ≈ 10 мм, жовтуваті. Зрілі другорічні шишки майже кулясті, симетричні; 4–10 см завдовжки, блідо-жовто-коричневі. Насіння коричневе, обернено-яйцювате або еліптичне, 12–18 мм в довжину і 8–12 мм завширшки.
Найбільше дерево діаметром 70 см, висотою 16 м, крона діаметром 13 м.

## Використання
Насіння збирають в їжу птахи і гризуни.

## Загрози та охорона
Суттєвих загроз нема. Цей вид зустрічається в кількох охоронних територіях в своєму діапазоні поширення.